# 이음피움 봉제역사관
이음피움 봉제역사관은 서울 종로구 창신동에 2018년부터 2023년까지 운영되었던 역사박물관이다. 대한민국 최초로 봉제산업의 역사를 다루는 박물관이었으나, 이용객 저조로 인해 폐관하였다.
창신동은 노동자의 인권 보장을 주장하며 전태일이 분신한 이후 1970년대 후반부터 평화시장과 동대문종합시장의 배후지로서 많은 소규모 봉제공장이 들어선 곳으로, 지금도 1천여 개의 봉제공장이 있다. 서울특별시는 창신동과 숭인동 일대의 도시재생의 일환으로 창신동에 이 박물관을 건립하면서, 봉제산업의 역사를 기록하고 봉제산업을 현대화하고자 하였다.
박물관 건물은 지하 1층, 지상 4층의 규모로 지어졌고, 외벽에는 실타래와 낙산의 한양도성을 형상화한 가로줄 무늬를 넣었다. 2층에는 한국 전쟁 이후 대한민국의 봉제산업의 역사를 전시하였고, 3층은 봉제산업 장인들을 기념하는 공간으로 조성되었으며, 4층은 창신동 봉제마을을 조망할 수 있는 카페로 꾸며졌다. 박물관 이름에서 ‘이음’은 실과 바늘이 천을 이어 옷을 만들듯 사람 사이를 잇겠다는 뜻이고, ‘피움’은 꽃이 피듯 소통과 공감을 피우겠다는 뜻이다. 그러나 코로나19 범유행 등을 겪으며 연간 방문객이 1만 명에 미치지 못한 끝에 2023년 2월 28일자로 폐관하였다.

## 같이 보기
- 창신동 봉제거리 박물관